# Wydział Studiów Międzynarodowych i Politycznych Uniwersytetu Jagiellońskiego
Wydział Studiów Międzynarodowych i Politycznych Uniwersytetu Jagiellońskiego został utworzony mocą uchwały Senatu Uniwersytetu Jagiellońskiego z dnia 20 grudnia 2000.

## Struktura
- Instytut Bliskiego i Dalekiego Wschodu
- Instytut Nauk Politycznych i Stosunków Międzynarodowych
- Instytut Studiów Europejskich
- Instytut Amerykanistyki i Studiów Polonijnych
- Katedra Rosjoznawstwa
- Katedra Badań nad Obszarem Eurazjatyckim
- Instytut Studiów Regionalnych
- Instytut Studiów Międzykulturowych
- Katedra Ukrainoznawstwa
- Kolegium Europejskie w Zakopanem
- Instytut Konfucjusza w Krakowie
- Centrum Studiów Międzynarodowych i Rozwoju[1]

## Władze Wydziału
Kadencja 2024–2028:
- Dziekan: dr hab. Piotr Bajor, prof. UJ
- Prodziekan ds. kadrowych: dr hab. Krzysztof Koźbiał, prof. UJ
- Prodziekan ds. nauki i internacjonalizacji: dr hab. Dorota Pietrzyk-Reeves, prof. UJ
- Prodziekan d. dydaktycznych: dr hab. Ewa Trojnar, prof. UJ

## Lista dziekanów
Według:
- Andrzej Mania (2001–2002)
- Wiesław Kozub-Ciembroniewicz (2002–2008)
- Bogdan Szlachta (2008–2016)
- Zdzisław Mach (2016–2020)
- Andrzej Porębski(inne języki) (2019–2020) – p.o. dziekana
- Paweł Laidler (2020–2024)
- Piotr Bajor (od 2024)